# М'ясников Олександр Федорович
Олекса́ндр Федорович М'яснико́в (справжнє прізвище М'яснікя́н, псевдонім — Мартуні; 9 лютого 1886 — 22 березня 1925) — революціонер, партійний і державний діяч, один із керівників встановлення радянської влади в Білорусі. Автор низки праць з теорії марксизму-ленінізму, історії революційного руху та вірменської літератури. Кандидат у члени ЦК РКП(б) в 1923—1925 роках. Виступав проти білоруської державності й білоруської мови.

## Біографія
Народився 9 лютого (28 січня) 1886 року в Нахічевані-на-Дону в родині дрібного торгівця.
1903 року закінчив Вірменську семінарію в Москві, 1906 року — Лазаревський інститут східних мов. 19 листопада 1912 року отримав диплом юридичного факультету МДУ.
Член РСДРП з 1906. Того ж року був заарештований та засуджений до адміністративного заслання в Баку. У 1911–1912 і 1914–1917 роках — у лавах російської армії. Прапорщик запасу (1912).
З вересня 1917 до травня 1918 року займав пост голови Північно-Західного обласного комітету РКП(б).
З листопада 1917 — головнокомандувач Західним фронтом, голова Облвиконкому Західної області (Облвиккомзах біл. Аблвыкамзах). З 12 (25) грудня тимчасово виконував посаду верховного головнокомандувача.
З 31 грудня 1918 року — голова Центрального бюро КП (б) Білорусі. З 4 до 27 лютого 1919 року займав пост голови ЦВК РСРБ, заступник голови Ради народних комісарів РСРБ й нарком РСРБ у військових справах. Виступав за створення єдиної держави в союзі з РРФСР.
25 вересня був контужений під час вибуху в залі засідань Московського комітету РКП (б), влаштованого Всеросійським повстанським комітетом революційних партизан «Анархісти підпілля».
1921 року — голова РНК й нарком у військових справах Вірменської РСР, одночасно — заступник голови РНК ЗРФСР; член Кавказького бюро ЦК РКП(б). З 1922 року — голова Союзної Ради ЗРФСР, потім перший секретар Закавказького крайкому РКП(б). Одночасно член Революційної військової ради СРСР, член Президії ЦВК СРСР. На XII та XIII зёїздах РКП(б) обирався кандидатом у члени ЦК.
Загинув 22 березня 1925 року в авіаційній катастрофі поблизу Тбілісі разом із Атарбековим і Могилевським. На жалобному мітингу виступив із промовою Лев Троцький.

## Пам'ять
- У Мінську 1932 року іменем О. Ф. М'ясникова було названо вагоноремонтний завод, на території якого на його честь встановлено пам'ятник.
- Його ім'я також має один із майданів у центрі Мінська та прилегла до нього вулиця[8].
- Іменем О. Ф. М'ясникова 1959 року названо вулицю у Вітебську[9].
- Його іменем названо район у Ростовській області й вулиця у місті Ростов-на-Дону (в історичній частині Нахічевані), а також мікрорайон М'ясникован у північній частині міста — приватний сектор з переважно вірменським населенням.
- Качинське вище військове авіаційне ордена Леніна Червонопрапорне училище льотчиків імені О. Ф. М'ясникова.
- М'ясниковабад — попередня назва смт Аліабад, Нахічеванська АО, Азербайджан.